# Bernd Düker
Bernd Düker verheiratet Lichtenstein (* 1. April 1992 in Gronau) ist ein deutscher Fußballtorhüter, der beim SC Spelle-Venhaus unter Vertrag steht.

## Karriere
Bernd Düker wurde im westfälischen Münsterland geboren und wuchs in Ochtrup auf. Dort lernte er beim FC SW Weiner das Fußball-ABC als Torhüter und setzte seine Ausbildung mit dreizehn Jahren beim benachbarten Vorwärts Wettringen fort. 2008 schloss er sich dann seinem ersten größeren Verein an, dem VfL Osnabrück, wobei er viermal die Woche in die etwa 80 Kilometer entfernte Großstadt pendelte. Er spielte ein Jahr in der U-17 und das Jahr darauf in der A-Junioren-Bundesliga Nord/Nordost für die Lila-Weißen.
Dort wurde der Ligakonkurrent SV Werder Bremen auf ihn aufmerksam und machte ihm ein Angebot, das auch eine Aufenthalt am vereinseigenen Internat und eine Banklehre einschloss. Düker ergriff die Chance und war 2010/11 Stammtorwart der U-19-Bundesligamannschaft. Danach ging es direkt in die U-23 in die 3. Liga, wo er schon am ersten Spieltag der neuen Saison sein Debüt gab. An den nächsten Spieltagen kam allerdings erst einmal die "Nummer 3" der Profimannschaft Christian Vander zum Zug. Erst als dieser in der Bundesliga auf der Ersatzbank aushelfen musste, kam Düker am 11. Spieltag zu seinem zweiten Einsatz. 
 Im Sommer 2013 wechselte Düker in die 3. Liga zu seinem ehemaligen Jugendverein VfL Osnabrück. Dort kam Düker ausschließlich in der zweiten Mannschaft in der Oberliga zum Einsatz, bis der VfL Osnabrück diese im Sommer 2017 vom Spielbetrieb abmeldete. Düker schloss sich daraufhin dem BV Essen in der Landesliga Weser-Ems an. Ein Jahr später wechselte er in die Oberliga Niedersachsen zum SC Spelle-Venhaus.